# بات هويل
بات هويل (بالإنجليزية: Pat Howell)‏ هو لاعب كرة قدم أمريكية أمريكي، ولد في 12 مارس 1957 في فريسنو في الولايات المتحدة.